# Algologie

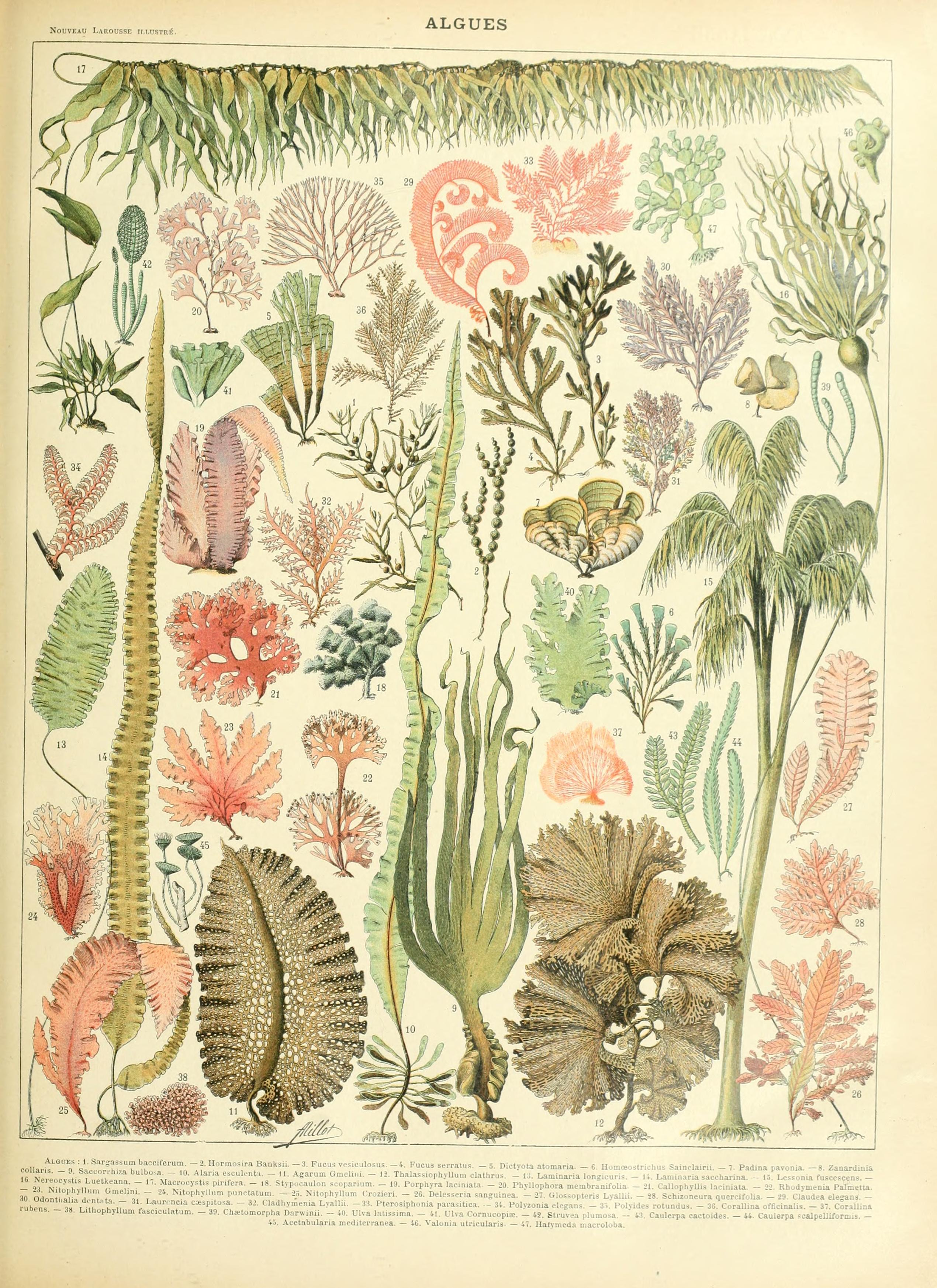
ilustrace vyobrazující různé druhy řas

Algologie (jinak také fykologie, odvozeno od algae = řasy) je obor biologie, zabývající se studiem řas.
Algologie jako vědní obor má široký rozptyl. Zabývá se systematikou, fylogenezí a ekologií již zmíněných organismů. Zahrnuje však také: fyziologii, biochemii, genetiku aj.
Ve výzkumu se např. řeší, jak by se mohly řasy a sinice využít v biotechnologiích, či k úpravě vody.